# Cabo Guardafui
O cabo Guardafui (ou ainda Gardafui, Guadafú por Camões, Ras Asir em árabe e pelos gregos antigos como promontório de Arómata) é o ponto mais oriental do continente africano. É o vértice do chamado Corno de África.

## Dados
Situa-se na Somália, na entrada do Golfo de Aden e Mar Arábico. 
No cabo há um farol, que foi inaugurado em 1924, chamado "Francesco Crispi Faro", construído pelos italianos, quando da invasão da Somália, no formato de um fascio littorio, símbolo do regime fascista de Mussolini.
No farol existia uma estação de rádio, que operou no tempo da Somália italiana.

## Literatura
O cabo é citado por Luís de Camões no  Os Lusíadas, (Canto X, 97):
«O Cabo vê já Arómata chamado, 

E agora Guardafú, dos moradores, 

Onde começa a boca do afamado

Mar Roxo, que do fundo toma as cores; 

Este como limite está lançado

Que divide Asia de Africa; e as milhores

Povoações que a parte Africa tem

Maçuá são, Arquico e Suaquém.»